# Campeonato Mundial de Remo de 1986
El XVI Campeonato Mundial de Remo se celebró en Nottingham (Reino Unido) entre el 19 y el 24 de agosto de 1986 bajo la organización de la Federación Internacional de Sociedades de Remo (FISA) y la Federación Británica de Remo.
Las competiciones se realizaron en el canal de remo Holme Pierrepont, ubicado al este de la ciudad inglesa.

## Medallistas

### Masculino
| Evento                         | Oro | Plata | Bronce |
| ------------------------------ | --- | --- | --- |
| Scull individual M1X           | Peter-Michael Kolbe RFA | Pertti Karppinen · Finlandia · | Vasili Yakusha URSS |
| Doble scull M2X                | Alberto Belgeri · Igor Pescialli · Italia · | Chavdar Radev Dimitar Kamburski Bulgaria | Andreas Hajek Uwe Heppner RDA |
| Cuatro scull M4X               | Valeri Dosenko Serguei Kiniakin Mijail Ivanov Igor Kotko URSS | Waldemar Wojda · Mirosław Mruk · Sławomir Cieślakowski · Andrzej Krzepiński · Polonia ·                                                                              | Douglas Hamilton · Robert Mills · Paul Douma · Melvin LaForme · Canadá ·                                                                                   |
| Dos sin timonel M2-            | Nikolai Pimenov Yuri Pimenov URSS | Marco Romano · Pasquale Aiese · Italia · | Dirk Rendant Mario Kliesch RDA |
| Dos con timonel M2+            | Andrew Holmes Steve Redgrave Patrick Sweeney (t) Reino Unido | Carmine Abbagnale · Giuseppe Abbagnale · Giuseppe Di Capua (t) · Italia ·                                                                                            | Thomas Greiner Olaf Förster Udo Kühn (t) RDA |
| Cuatro sin timonel M4-         | Robert Espeseth John Riley Daniel Lyons Ted Swinford Estados Unidos | Norbert Keßlau Volker Grabow Guido Grabow Jörg Puttlitz RFA | Jörg Timmermann Jens Lüdecke Ralf Brudel Thomas-Robert Füting RDA                                                                                          |
| Cuatro con timonel M4+         | Karsten Schmeling Bernd Niesecke Bernd Eichwurzel Frank Klawonn Hendrik Reiher (t) RDA                                                                                      | Nigel Atherfold Bruce Holden Gregory Johnston Christopher White Andrew Bird (t) Nueva Zelanda                                                                        | Douglas Burden Christopher Huntington Kurt Bausback John Walters Jonathan Fish (t) Estados Unidos                                                          |
| Ocho con timonel M8+           | James Galloway Malcolm Batten Andrew Cooper Michael McKay Mark Doyle James Tomkins Ion Popa Stephen Evans Dale Caterson (t) Australia 5:33,54                               | Veniamin But Jonas Pinskus Alexandr Voloshin Nikolai Komarov Pavel Gurkovski Viktor Diduk Viktor Omelianovich Zigmantas Gudauskas Grigori Dmitrenko (t) URSS 5:37,61 | Jonathan Kissick John Smith Thomas Kiefer David Krmpotich John Terwilliger Edward Ives Kevin Still Andrew Sudduth Mark Zembsch (t) Estados Unidos 5:38,20  |
| Scull individual ligero LM1X   | Peter Antonie Australia | Bjarne Eltang Dinamarca | Glenn Florio Estados Unidos |
| Doble scull ligero LM2X        | Carl Smith Allan Whitwell Reino Unido | Luc Crispon Thierry Renault Francia | Robin Haag · Cam Harvey · Canadá · |
| Cuatro sin timonel ligero LM4- | Franco Pantano · Dario Longhin · Nerio Gainotti · Mauro Torta · Italia · | Christopher Bates Peter Haining Neil Staite Stuart Forbes Reino Unido                                                                                                | Alberto Molina Castillo · Carlos Muniesa · José María de Marco · Fernando Molina Castillo · España ·                                                       |
| Ocho con timonel ligero LM8+   | Maurizio Losi · Michele Savoia · Vittorio Torcellan · Massimo Lana · Stefano Spremberg · Carlo Gaddi · Andrea Re · Fabrizio Ravasi · Massimo Di Deco (t) · Italia · 5:44,63 | Thomas Güntermann Udo Hennig Detlef Glitsch Harald Galster Alwin Otten Frank Rogall Andreas Hobler Wolfgang Birkner Torsten Kreis (t) RFA 5:46,58                    | Jørn Jørgensen Kim Hagsted Morten Espersen Leif Jacobsen Michael Sørensen Flemming Jensen Vagn Nielsen Bent Fransson Stephen Masters (t) Dinamarca 5:50,05 |

### Femenino
| Evento                         | Oro | Plata | Bronce |
| ------------------------------ | --- | --- | --- |
| Scull individual W1X           | Jutta Hampe RDA | Magdalena Gueorguieva Bulgaria | Antonina Dumcheva URSS |
| Doble scull W2X                | Sylvia Schwabe Beate Schramm RDA | Veronica Cogeanu Elisabeta Lipă Rumania | Robin Clarke Stephanie Foster Nueva Zelanda |
| Cuatro scull W4X               | Jana Sorgers Kerstin Hinze Birgit Peter Kerstin Pieloth RDA | Anișoara Bălan Doina Ciucanu Anișoara Sorohan Maricica Țăran Rumania                                                                                    | Marijke Zeekant · Marjan Pentenga · Nicolette Wessel · Jos Compaan · Países Bajos ·                                                                                 |
| Dos sin timonel W2-            | Rodica Arba Olga Homeghi Rumania | Galina Stepanova Marina Pegova URSS | Kathrin Haacker · Martina Walther · Alemania · |
| Cuatro con timonel W4+         | Doina Bălan Marioara Trașcă Chira Stoean Lucia Toader Viorica Ioja (t) Rumania                                                                                 | Kerstin Spittler Beatrix Schröer Corinna Scheid Carola Lichey Sylvia Müller (t) RDA                                                                     | Jane Tregunno · Jennifer Wallinga · Christine Clarke · Patricia Smith · Lesley Thompson (t) · Canadá ·                                                              |
| Ocho con timonel W8+           | Yelena Terioshina Marina Suprun Sariya Zakirova Olena Pujayeva Marina Znak Irina Teterina Lidiya Averianova Vida Cesiūnaitė Valentina Jojlova (t) URSS 6:08,76 | Gerlinde Doberschütz Anett Devantier Kathrin Dienstbier Ute Stange Anja Kluge Carola Hornig Annekathrin Fercho Ute Wild Daniela Neunast (t) RDA 6:09,77 | Mihaela Armășescu Camelia Diaconescu Carolina Matei Adriana Chelariu Veronica Necula Livia Țicanu Florica Lavric Herta Anitaș Mariana Dorobantu (t) Rumania 6:11,26 |
| Scull individual ligero LW1X   | Maria Sava Rumania | Rita Defauw · Bélgica · | Angela Herron Estados Unidos |
| Doble scull ligero LW2X        | Christine Ernst Carey Sands Estados Unidos | Carol Wood · Gillian Bond · Reino Unido · Karin Hommers · Ellen Meliesie · Países Bajos ·                                                               | — |
| Cuatro sin timonel ligero LW4- | Carolyn Mehaffey Sandy Kendall Mandy Kowal Ann Martin Estados Unidos                                                                                           | Alexa Forbes Gillian Hodges Linda Clark Judith Burne Reino Unido                                                                                        | Claudia Engels Ute Zobeley Sonja Petri Evelyn Herwegh RFA |

## Medallero
| Núm. | País           | Oro | Plata | Bronce | Total |
| ---- | -------------- | --- | ----- | ------ | ----- |
| 1    | RDA            | 4   | 2     | 5      | 11    |
| 2    | URSS           | 3   | 2     | 2      | 7     |
| 3    | Rumania        | 3   | 2     | 1      | 6     |
| 4    | Italia         | 3   | 2     | 0      | 5     |
| 5    | Estados Unidos | 3   | 0     | 4      | 7     |
| 6    | Reino Unido    | 2   | 3     | 0      | 5     |
| 7    | Australia      | 2   | 0     | 0      | 2     |
| 8    | RFA            | 1   | 2     | 1      | 4     |
| 9    | Bulgaria       | 0   | 2     | 0      | 2     |
| 10   | Dinamarca      | 0   | 1     | 1      | 2     |
| 10   | Nueva Zelanda  | 0   | 1     | 1      | 2     |
| 10   | Países Bajos   | 0   | 1     | 1      | 2     |
| 13   | Bélgica        | 0   | 1     | 0      | 1     |
| 13   | Finlandia      | 0   | 1     | 0      | 1     |
| 13   | Francia        | 0   | 1     | 0      | 1     |
| 13   | Polonia        | 0   | 1     | 0      | 1     |
| 17   | Canadá         | 0   | 0     | 3      | 3     |
| 18   | España         | 0   | 0     | 1      | 1     |
|      | TOTAL          | 21  | 22    | 20     | 63    |